# Дорійський лад
Дорі́йський лад — один із давньогрецьких та середньовічних ладів. Назва походить від одного з найголовніших племен давньої Греції — дорійців.

## Давньогрецька музика
В давньогрецькій системі дорійський лад розглядався як октавний, складений з двох дорійських тетрахордів. 

прослухатиⓘ

Дорійський лад вважається найхарактернішим для греків і був одним з найшанованіших серед грецьких мислителів. Так, на думку Геракліда, згідно з переказом Атенія 

| «Дорійська гамма виражає мужність, урочистість, вона не розливається у весіллі, але є серйозною і сильною, не строката і не різноманітна» |
| |

Платон і Аристотель також вважали цей лад «мужнім» і врівноваженим, Аристотель вважав цей лад корисним для виховання. В цьому відношенні дорійський лад нерідко протиставляли фригійському, як екстатичному і збуджуючому.

## Сучасність
В результаті плутанини, допущенної анонімним середньовічним автором IX століття, починаючи з середньовіччя і до сучасності давньогрецький дорійський лад був перейменований у фригійський тоді як давньогрецький фригійський став дорійським. 
Таким чином за сучасною термінологією дорійським називається лад, що схожий на натуральний мінор, але відрізняється високим шостим ступенем, наприклад: